# Stanislav Brada
Stanislav Brada (6. února 1926 Klatovy – 2013) byl český a československý politik Československé strany lidové a poslanec České národní rady a Sněmovny národů Federálního shromáždění na počátku normalizace.

## Biografie
Před dokončením středoškolských studií byl roku 1944 totálně nasazen na odklízení trosek po náletech v Praze a na budování zákopů. Roku 1945 maturoval na reálném gymnáziu a v letech 1945–1950 vystudoval Stavební fakultu ČVUT v Praze. V letech 1950–1952 vykonal vojenskou službu – z větší části u PTP. V letech 1952–1972 byl zaměstnán v národním podniku Armastav Plzeň (později Pozemní stavby). V letech 1972–1979 byl vedoucím projekce a v letech 1979–1986 vedoucím cenovým referentem v Okresním stavebním podniku v Klatovech. Roku 1986 odešel do důchodu.
Roku 1958 vstoupil do ČSL, v letech 1965–1981 působil jako předseda místní organizace ČSL v Klatovech. Po federalizaci Československa usedl v lednu 1969 do Sněmovny národů Federálního shromáždění. Nominovala ho Česká národní rada, v níž rovněž zasedal. Ve federálním parlamentu setrval do konce funkčního období, tedy do voleb v roce 1971.
K roku 1968 se profesně uvádí jako projektant-rozpočtář podniku Pozemní stavby Plzeň, bytem Klatovy. V letech 1971–1976 byl poslancem ONV v Klatovech, v letech 1976–1989 poslancem KNV Západočeského kraje. K roku 2007 stále žil v Klatovech.